# Ca în viața reală (Star Trek: Voyager)
„Ca în viața reală” (titlu original: „Real Life”) este al 21-lea episod din al treilea sezon al serialului TV american științifico-fantastic Star Trek: Voyager și al 64-lea în total. A avut premiera la 23 aprilie 1997 pe canalul UPN.

## Prezentare
Doctorul își creează o familie pe holopunte.